# Dzień dobry, Polsko!
Dzień dobry, Polsko! – magazyn poranny emitowany na antenie TVP1 od 27 lutego 2017 do 9 lutego 2018 od poniedziałku do piątku w godzinach 6:00–7:50, z przerwą wakacyjną (od połowy czerwca do końca sierpnia).

## Formuła programu

### Pierwszy sezon (27 lutego – 14 czerwca 2017)
W pierwszym sezonie miał on formułę typowego programu śniadaniowego. Przeważały tematy poradnikowe i lifestylowe, a rozmowy z gośćmi były przeprowadzane przy kanapach. Program zawierał także autorski przegląd prasy emitowany około godziny 7:30, a także informacje drogowe i sportowe. Oprócz tego prowadzący często łączyli się z reporterami ośrodków regionalnych TVP. Pojawiały się też cykle o bezpieczeństwie w sieci, nauce języków, ogrodnictwie czy gotowaniu. Podobnie jak w drugim sezonie, emitowano krótkie wydania Teleexpressu (o godz. 6:15, 6:45 i 7:15) oraz prognozy pogody.

### Drugi sezon (28 sierpnia 2017 – 9 lutego 2018)
Program miał formułę informacyjną i publicystyczną, rozmowy były przeprowadzane przy wysokim, szklanym stole, jednak formuła i sposób przeprowadzania rozmów był nieco luźniejszy niż w kanałach informacyjnych. Poranny Teleexpress był emitowany o 6:30, 7:00 i 7:30. W grudniu w programie miały pojawić się cykle Rafała Jarząbka, Norbiego i Idy Nowakowskiej. TVP1 planowała zmienić oprawę graficzną programu, by bardziej pasowała do motywu muzycznego.
28 stycznia 2018 roku portal WirtualneMedia.pl poinformował, że prezes TVP Jacek Kurski podjął decyzję o zdjęciu programu z anteny z powodu niskiej oglądalności.

## Duety gospodarzy programu
Pierwszy sezon:
| Dni tygodnia | Duet                                             | Termin                               |
| ------------ | ------------------------------------------------ | ------------------------------------ |
| Poniedziałek | Anna Lucińska i Rafał Patyra                     | od 27 lutego 2017 do 14 czerwca 2017 |
| Wtorek       | Anna Popek i Tomasz Mandes                       | od 27 lutego 2017 do 14 czerwca 2017 |
| Środa        | Katarzyna Burzyńska-Sychowicz i Krystian Kukułka | od 27 lutego 2017 do 14 czerwca 2017 |
| Czwartek     | Anna Matusiak i Michał Cholewiński               | od 27 lutego 2017 do 14 czerwca 2017 |
| Piątek       | Paulina Chylewska i Maciej Kurzajewski           | od 27 lutego 2017 do 14 czerwca 2017 |

Drugi sezon:
| Dni tygodnia  | Duet                               | Termin                               |
| ------------- | ---------------------------------- | ------------------------------------ |
| Poniedziałek  | Sylwia Dekiert i Rafał Patyra      | od 28 sierpnia 2017 do 9 lutego 2018 |
| Wtorek, środa | Justyna Śliwowska-Mróz i Adam Giza | od 28 sierpnia 2017 do 9 lutego 2018 |
| Czwartek      | Sylwia Dekiert i Karol Gnat        | od 28 sierpnia 2017 do 9 lutego 2018 |
| Piątek        | Anna Wojtkowiak i Karol Gnat       | od 28 sierpnia 2017 do 9 lutego 2018 |